# Dana Penno
Dana Penno (verheiratete Dana Roquette) (* 3. Mai 1985 in Hamburg) ist eine ehemalige deutsche Basketballspielerin.

## Laufbahn
Penno spielte in der Jugend des SC Rist Wedel und wurde in die Jugendnationalmannschaft berufen. 2002 wurde sie in den Bundesligakader Wedels aufgenommen. Mit Wedel spielte sie auch im Europapokal.
2004 nahm die 1,73 Meter große Aufbauspielerin an der U20-Europameisterschaft teil und war während des Turniers mit 12,9 Punkten pro Spiel zweitbeste deutsche Korbschützin. In der Saison 2004/05 spielte und studierte sie an der University of Texas at El Paso (UTEP). Im Sommer 2005 spielte Penno für Deutschland bei der Universiade im türkischen Izmir. Ab der Saison 2005/06 spielte sie für den USC Freiburg in der Bundesliga. 2006 stand sie im deutschen A-Kader, bestritt aber kein Länderspiel für die Damen-Nationalmannschaft.
In Freiburg blieb sie zunächst bis 2008, weilte aufgrund ihres Studiums dann in der Saison 2008/09 in Leeds (England) und spielte 2009/10 wieder für Freiburg.
Im Spieljahr 2010/11 stand Penno für den Zweitligisten TuS Jena auf dem Spielfeld, 2012/13 dann für den Regionalligisten BC Erfurt sowie anschließend noch zeitweilig für Rist Wedel in der Regionalliga. Sie heiratete den ehemaligen Zweitligaspieler Christoph Roquette. 2024 wechselte sie zum Eimsbütteler TV, spielte für den Verein in der Regionalliga sowie in der Saison 2024/25 in der 2. Bundesliga.